# Slatinný les
Der Slatinný les (deutsch: Gärberhau) im östlichen Fichtelgebirge ist ein nahezu vollständig mit Fichtenforsten bedecktes Waldgebiet. Ursprünglich war der Gärberhau eine Forstabteilung des Liebensteiner Forstes. Erst nach der Neueinteilung durch die tschechoslowakischen Behörden wurde dieses Waldgebiet als Slatinný les bezeichnet.
Als tschechischer Teil der Selb-Wunsiedler Hochfläche ist er eine flach gewellte Hügellandschaft in 500 bis 670 m n.m. Naturräumlich gehört er zur Hazlovská pahorkatina (deutsch etwa: Haslauer Hügelland), einer Untereinheit der etwas über das landläufig als Fichtelgebirge bezeichnete Gebiet hinausgehenden geomorphologischen Haupteinheit Smrčiny (deutsch: Fichtelgebirge) nach tschechischem System.

## Geographie
Der Slatinný les erstreckt sich im Norden von Mühlbach bei Selb entlang der Staatsgrenze zu Deutschland nach Süden bis nordwestlich von Buchwald und reicht im Osten von Nový Žďár (deutsch: Neuenbrand) bis Hazlov (deutsch: Haslau). Im Norden bilden die Bahnlinie Aš-Hazlov und das Tal des Ostrožký potok (deutsch: Holzbergbach) die Grenze.
Nördlich dieses Gebietes liegt der Novožďárský les (deutsch: Neuenbrand-Revier), südlich der Polenský les (deutsch: Hirschfelder Revier).

## Geologie
Geologisch besteht der Gebirgsstock im Wesentlichen aus Granit. Die Geschichte seiner Orogenese beginnt im Präkambrium vor etwa 750–800 Millionen Jahren – fast 20 % der Erdgeschichte deckt das Gebirge ab, was nur auf wenige der heute noch bestehenden Rumpfgebirge zutrifft. Der Gebirgsstock ist vielfach von Basaltkegeln durchsetzt.

## Berge
Höchster Berg im Slatinný les ist der Goethův vrch (deutsch: Goethestein) mit 670 m n.m.
- Weitere Berge siehe Selb-Wunsiedler Hochfläche.

## Ortschaften
Kleinere Orte wie Nový Žďár, Skalka (deutsch: Rommersreuth), Hazlov (deutsch: Haslau) und einige Weiler und Einöden liegen verstreut im und am Slatinný les.

## Gewässer
Die Flussläufe Slatinný potok (deutsch: Schladabach) und Ostrožký potok, sowie Weiherketten am östlichen und südlichen Rand des Forstes.

## Nachweise
1. ↑  Heinrich Berghaus: Das Fichtelgebirge und der Frankenjura in: Deütschlands Höhen – Beiträge zur genauern Kenntniß derselben (1834), auf books.google.de
2. ↑  DEMEK J. a kol.: Zeměpisný lexikon ČSR – Hory a nížiny, Academia, Praha 1987 s. 222

## Karten
- Mapy Czech